# 雷諾世界系列賽
雷諾世界系列賽（英語：World Series by Renault），前身為1998年至2004年的日產世界系列賽（英語：World Series by Nissan），是一項賽車系列賽。這個系列賽包含了最主要的雷諾方程式3.5升系列賽（英語：Formula Renault 3.5 Series，有時簡稱為雷諾世界系列賽或WSR）、雷諾方程式2.0歐洲盃和梅甘娜歐洲盃。F4歐洲盃1.6升在2010年曾被列入世界系列賽的一部份，不過到了2011年即被剔除。

## 著名車手
未來與過去的一級方程式車手
- 馬克·吉尼（（1998年：冠軍、2003年：第12名）），曾效力於一級方程式的米納爾迪及威廉斯車隊。
- 費爾南多·阿隆索（1999年：冠軍），曾效力於一級方程式的米納爾迪及麥拉倫車隊，目前為迈凯伦車隊車手，且在雷諾車隊獲得兩次世界冠軍。
- 喬吉奧·潘塔諾（1999年：第21名），曾效力於一級方程式的喬丹車隊。
- 弗蘭克·蒙塔尼（2001年：冠軍、2002年：亞軍、2003年：冠軍），曾效力於一級方程式的雷諾、喬丹、超級亞久里和豐田車隊。
- 里卡多·宗塔（2002年：冠軍），1997年FIA GT錦標賽冠軍，曾效力於一級方程式的英美、喬丹和豐田車隊。
- 賈斯汀·威爾遜（2002年：第4名），曾效力於一級方程式的米納爾迪和捷豹車隊。
- 納拉因·卡蒂凱揚（2002年：第9名、2003年：第4名、2004年：第6名），曾效力於一級方程式的喬丹和一級方程式的伊斯巴尼亞車隊。
- 海基·科瓦萊寧（2003年：亞軍、2004年：冠軍），曾效力於一級方程式的雷諾、麥拉倫、卡特漢姆和蓮花車隊。
- 恩里克·貝爾諾迪（英语：Enrique Bernoldi）（2003年：第6名、2004年：季軍），曾效力於一級方程式的飛箭車隊。
- 史蒂芬·薩拉贊（英语：Stéphane Sarrazin）（2003年：第7名），曾效力於一級方程式的米納爾迪車隊。
- 蒂亞戈·蒙泰羅（2004年：亞軍），曾效力於一級方程式的喬丹和米蘭德（英语：Midland F1 Racing）/世爵車隊。
- 羅伯特·庫畢薩（2005年：冠軍），曾效力於一級方程式的寶馬和雷諾車隊。
- 馬庫斯·溫克霍克（2005年：季軍），曾效力於一級方程式的世爵車隊，僅出賽過一場（2007年歐洲大獎賽）。
- 小林可夢偉（2005年歐洲盃：冠軍），曾效力於一級方程式的豐田、薩伯車隊，現則效力於卡特漢姆車隊。

## 外部連結
- World Series by Renault (new website) （页面存档备份，存于）
- Renault Sport: World Series by Renault